# Nazionale maschile di calcio a 5 della Finlandia
La nazionale di calcio a 5 della Finlandia è, in senso generale, una qualsiasi delle selezioni nazionali di Calcio a 5 della Suomen Palloliitto che rappresentano la Finlandia nelle varie competizioni ufficiali o amichevoli riservate a squadre nazionali.

## Storia
Mai qualificatasi alla fase finale di una Coppa del Mondo, la Finlandia ha comunque partecipato a tutte le tornate di qualificazione a partire dallo Campionato europeo (eliminata nel gironcino con Paesi Bassi e Cipro).

## Risultati nelle competizioni internazionali

### Coppa del Mondo
| Anno   | Luogo         | Piazzamento     | G | V | N | P | GF | GS |
| ------ | ------------- | --------------- | - | - | - | - | -- | -- |
| 1989   | Paesi Bassi   | Non presente    | - | - | - | - | -  | -  |
| 1992   | Hong Kong     | Non presente    | - | - | - | - | -  | -  |
| 1996   | Spagna        | Non presente    | - | - | - | - | -  | -  |
| 2000   | Guatemala     | Non qualificata | - | - | - | - | -  | -  |
| 2004   | Taipei cinese | Non qualificata | - | - | - | - | -  | -  |
| 2008   | Brasile       | Non qualificata | - | - | - | - | -  | -  |
| 2012   | Thailandia    | Non qualificata | - | - | - | - | -  | -  |
| 2016   | Colombia      | Non qualificata | - | - | - | - | -  | -  |
| 2021   | Lituania      | Non qualificata | - | - | - | - | -  | -  |
| Totale |               | 0/9             | - | - | - | - | -  | -  |

### Campionato europeo
| Anno   | Luogo       | Piazzamento      | G | V | N | P | GF | GS |
| ------ | ----------- | ---------------- | - | - | - | - | -- | -- |
| 1996   | Spagna      | Non presente     | - | - | - | - | -  | -  |
| 1999   | Spagna      | Non qualificata  | - | - | - | - | -  | -  |
| 2001   | Russia      | Non qualificata  | - | - | - | - | -  | -  |
| 2003   | Italia      | Non qualificata  | - | - | - | - | -  | -  |
| 2005   | Rep. Ceca   | Non qualificata  | - | - | - | - | -  | -  |
| 2007   | Portogallo  | Non qualificata  | - | - | - | - | -  | -  |
| 2010   | Ungheria    | Non qualificata  | - | - | - | - | -  | -  |
| 2012   | Croazia     | Non qualificata  | - | - | - | - | -  | -  |
| 2014   | Belgio      | Non qualificata  | - | - | - | - | -  | -  |
| 2016   | Serbia      | Non qualificata  | - | - | - | - | -  | -  |
| 2018   | Slovenia    | Non qualificata  | - | - | - | - | -  | -  |
| 2022   | Paesi Bassi | Quarti di finale | 4 | 1 | 1 | 2 | 9  | 13 |
| Totale |             | 1/12             | 4 | 1 | 1 | 2 | 9  | 13 |

## Rosa
Aggiornata al Campionato europeo 2022

Allenatore:  Mićo Martić
| N. | Pos. | Giocatore             | Data nascita (età)         | Pres. | Reti | Squadra         |
| -- | ---- | --------------------- | -------------------------- | ----- | ---- | --------------- |
| 1  | P    | Juha-Matti Savolainen | 26 maggio 1991 (30 anni)   | 81    | 3    | KaDy            |
| 2  | U    | Panu Autio            | 4 agosto 1985 (36 anni)    | 145   | 99   | GFT Espoo       |
| 4  | L    | Tuukka Pikkarainen    | 7 gennaio 1998 (24 anni)   | 21    | 3    | Kemi-Tornio     |
| 5  | D    | Juhana Jyrkiäinen     | 4 aprile 1990 (31 anni)    | 65    | 24   | Akaa            |
| 6  | D    | Jukka Kytölä          | 27 dicembre 1988 (33 anni) | 100   | 25   | KaDy            |
| 7  | PV   | Jarmo Junno           | 12 maggio 1992 (29 anni)   | 61    | 22   | Vieska          |
| 8  | L    | Sergei Korsunov       | 22 febbraio 1992 (29 anni) | 70    | 5    | KaDy            |
| 10 | U    | Miika Hosio           | 27 giugno 1989 (32 anni)   | 91    | 38   | GFT Espoo       |
| 11 | L    | Lassi Lintula         | 25 giugno 1997 (24 anni)   | 33    | 1    | KaDy            |
| 12 | P    | Antti Koivumäki       | 27 gennaio 1993 (28 anni)  | 62    | 0    | GFT Espoo       |
| 13 | L    | Jani Korpela          | 8 luglio 1997 (24 anni)    | 80    | 11   | Torpedo NN      |
| 15 | D    | Olli Pöyliö           | 11 agosto 1995 (26 anni)   | 11    | 0    | Liikunnan Riemu |
| 16 | PV   | Henri Alamikkotervo   | 6 gennaio 2001 (21 anni)   | 7     | 2    | GFT Espoo       |
| 19 | L    | Iiro Vanha            | 19 dicembre 1994 (27 anni) | 43    | 8    | Akaa            |

## Tutte le rose
Campionato europeo di calcio a 5 20221 Juha-Matti Savolainen, 2 Panu Autio, 4 Tuukka Pikkarainen, 5 Juhana Jyrkiäinen, 6 Jukka Kytölä, 7 Jarmo Junno, 8 Sergei Korsunov, 10 Miika Hosio, 11 Lassi Lintula, 12 Antti Koivumäki, 13 Jani Korpela, 15 Olli Pöyliö, 16 Henri Alamikkotervo, 19 Iiro Vanha, CT: Mićo Martić